# 일본국 헌법 제10장
일본국 헌법 제10장 최고 법규(일본어: 日本国憲法第10章 最高法規)은 일본국 헌법의 최고 법규로서의 성질에 관한 부분이다. 제97조부터 제99조까지 총 3개의 조로 구성되어 있다.

## 구성
- 제97조 기본적 인권의 본질
- 제98조 최고 법규, 조약 및 국제 법규의 준수
- 제99조 헌법 존중 및 옹호의 의무

## 같이 보기
- 일본국 헌법
- 일본국 정부
- 헌법재판
- 국제법
- 공무원
- 법치주의